# 영월동굴생태관
영월동굴생태관은 강원도 영월군 김삿갓면 고씨동굴에 위치한 박물관이다. 매주 월요일 휴관한다. (7,8월과 영월군 축제기간 제외)